# Euxoa puengeleri
Euxoa puengeleri là một loài bướm đêm trong họ Noctuidae.